# Hélice modulaire
Pour les articles homonymes, voir Hélice (homonymie).
Une hélice modulaire est une hélice forgée faite de matériaux composites complexes dont les pièces sont remplaçables.

## Pièces
Le but d'une hélice modulaire est de fournir plus de contrôle à l'utilisateur sur la vitesse de rebond du bateau. Chaque hélice modulaire faite de matériaux composites comprend trois parties principales: la partie moyeu avec un capuchon avant, un ensemble de pales remplaçables et un joint arrière à l'arbre. L'assemblage des pièces de la pale dans les glissières du moyeu ne nécessite pas d'aide professionnelle, mais nécessite de dévisser un bronze de haute qualité pour retirer le cône.[réf. nécessaire]   La partie inférieure du joint de chaque pale composite doit être compatible avec la conception du fabricant afin que soit autorisé l'assemblage des pales.

## Performance à l'utilisation
Les hélices modulaires offrent aux plaisanciers plusieurs des avantages d'une hélice à pas fixe. La possibilité de changer les pales permet au bateau d'ajuster le calage selon les besoins de performance ou lors d'un changement d'altitude. À cet effet, le transport de pales de rechange prend beaucoup moins de place que le transport d'une hélice de rechange complète. La possibilité de remplacer les pales offre également l'avantage de remplacer les pales endommagées alors qu'elles sont encore sur l'eau, ce qui diminue les coûts de réparation à long terme. Les autres options comprennent l'ajustement du calage pour l'altitude, les sports nautiques, la croisière et la rotation rapide.
On peut comparer le mouvement de lacet du calage de la lame aux engrenages d'une voiture. Le fonctionnement est le même avec un angle entier de calage de lacet compris entre 0 et 13 degrés, c'est-à-dire une faible vitesse et plus de puissance et d'accélération quand on augmente la vitesse du levier. La cinquième vitesse des voitures normales se compare à une hélice avec un angle de calage de 17 degrés ou plus. Une bonne accélération et une vitesse de pointe sont offertes à 21 degrés de calage. Un calage de plus de 21 degrés est dangereux, car l'abaissement de l'arbre de la boîte de vitesses à la position n°1 bloque le moteur et les pales peuvent se fissurer à cause de la pression de l'eau (voir le calage du moteur). La meilleure estimation est que pour chaque augmentation de pas de calage de 2 pouces, on a un pas d'augmentation de propulsion à grandes ouvertures d'environ 400 tr/min.
Lors du changement de pas de l'hélice, il est important de lire les images pour assurer le bon diamètre d'hélice par rapport à l'axe du moteur et aussi de vérifier la conformité de la glissière du rotor des pales au moteur.
Le joint d'arbre en plastique supporte l'ensemble des pales et s'adapte au bateau selon la conception du fabricant du moteur.

## Brevet
- Stahl, B. brevet 2006